# 全军保障社会化工作领导小组
全军保障社会化工作领导小组是已撤销的中央军委议事协调机构，负责领导全军保障社会化工作。

## 沿革
2005年4月15日，全军后勤保障社会化工作领导小组第一次会议召开，中央军委委员、总后勤部部长廖锡龙讲话。
2007年5月22日，全军后勤保障社会化工作领导小组第三次会议召开，中央军委委员、总后勤部部长廖锡龙讲话，全军后勤保障社会化工作领导小组副组长、总政治部副主任刘振起，领导小组副组长、总后勤部副部长孙志强，领导小组副组长、总装备部副部长朱发忠出席。
2008年9月17日，全军后勤保障社会化工作领导小组第四次会议召开，中央军委委员、全军后勤保障社会化工作领导小组组长、总后勤部部长廖锡龙讲话，会议审议了军队保障社会化“十化一改”12个分项实施方案，部署了下一阶段工作任务。总参谋长助理杨志琦、总政治部主任助理许耀元、总后勤部副部长丁继业出席会议。
2009年，全军后勤保障社会化工作领导小组更名为全军保障社会化工作领导小组。
2012年2月14日，全军保障社会化工作领导小组第六次会议召开，中央军委委员、全军保障社会化工作领导小组组长、总后勤部部长廖锡龙讲话，会议审议了2012年军队保障社会化工作要点，总参谋长助理陈勇、总后勤部副部长丁继业、总装备部副部长牛红光出席会议。

## 组成人员
| 2005年第一次会议时的组成人员是： 组长 - 廖锡龙（中央军委委员、总后勤部部长） 副组长 （不详） 成员 （不详） | 2007年第三次会议时的组成人员是： 组长 - 廖锡龙（中央军委委员、总后勤部部长） 副组长 - 刘振起（总政治部副主任） - 孙志强（总后勤部副部长） - 朱发忠（总装备部副部长） 成员 （不详） |

| 2008年第四次会议时的组成人员是： 组长 - 廖锡龙（中央军委委员、总后勤部部长） 副组长 - 杨志琦（总参谋长助理） - 许耀元（总政治部主任助理） - 丁继业（总后勤部副部长） 成员 （不详） | 2012年第六次会议时的组成人员是： 组长 - 廖锡龙（中央军委委员、总后勤部部长） 副组长 - 陈勇（总参谋长助理） - 丁继业（总后勤部副部长） - 牛红光（总装备部副部长） 成员 （不详） |

## 办事机构
全军后勤保障社会化工作领导小组的办事机构是全军后勤保障社会化工作领导小组办公室。全军保障社会化工作领导小组的办事机构是全军保障社会化工作领导小组办公室。历任主任、副主任是：
主任
- 王义华（？—？，总后勤部司令部副参谋长）[4]

副主任
- 王吉胜（？—？，总后勤部司令部）[6]